# Jebsen, puerto
Jebsen, puerto är en vik i Antarktis. Den ligger i Sydorkneyöarna. Argentina och Storbritannien gör anspråk på området.